# Молль Нильсен, Поуль
Кнуд Поуль Молль Нильсен (дат. Knud Poul Moll Nielsen, 21 апреля 1930, Слагельсе, Дания — 5 сентября 1992, там же) — датский хоккеист (хоккей на траве), нападающий.

## Биография
Поуль Молль Нильсен родился 21 апреля 1930 года в датском городе Слагельсе.
Играл в хоккей на траве за «Слагельсе».
В 1948 году вошёл в состав сборной Дании по хоккею на траве на Олимпийских играх в Лондоне, занявшей 13-е место. Играл на позиции нападающего, провёл 1 матч, мячей (по имеющимся данным) не забивал.
В 1960 году вошёл в состав сборной Дании по хоккею на траве на Олимпийских играх в Риме, занявшей 16-е место. Играл на позиции нападающего, провёл 3 матча, забил 1 мяч в свои ворота в матче со сборной Нидерландов.
В 1948—1960 годах провёл за сборную Дании 48 матчей.
Умер 5 сентября 1992 года в Слагельсе.

## Семья
Старший брат Поуля Молля Нильсена Вилли Молль Нильсен (род. 1927) также играл за сборную Дании по хоккею на траве, в 1960 году тоже выступал на летних Олимпийских играх в Риме.